# Agatharchides (månekrater)
Agatharchides er et nedslagskrater på Månen, som ligger på Månens forside i den sydlige udkant af Oceanus Procellarum i området mellem Mare Humorum og Mare Nubium. Det er opkaldt efter den græske historiker og geograf Agatharchides fra det 2. århundrede f.Kr.
Navnet blev officielt tildelt af den Internationale Astronomiske Union (IAU) i 1935. 

## Omgivelser
Mod øst-sydøst ligger Bullialduskrateret, og mod syd-sydvest Loewykrateret.

## Karakteristika
Det indre af Agatharchides er blevet oversvømmet af lava i fortiden, hvilket har givet det ny overflade. Den beskadigede ydre væg har stærkt varierende højde, fra at være i niveau med overfladen til mod vest at have en dobbelt vold, der et enkelt sted når helt op til en højde på 1,5 km med en dyb, mellemliggende dal. De mest intakte dele af væggen er det øst- og vest-sydvestlige, mens randen næsten ikke findes mod nord og er stærkt beskadiget mod syd, hvor den gennembrydes af et antal parallelle dale, som alle løber i retning mod Hippaluskrateret. Et lille nedslag ligger langs den vestlige kant. Der er kun få og små nedslag i kraterbunden.

## Satellitkratere
De kratere, som kaldes satellitter, er små kratere beliggende i eller nær hovedkrateret. Deres dannelse er sædvanligvis sket uafhængigt af dette, men de får samme navn som hovedkrateret med tilføjelse af et stort bogstav. På kort over Månen er det en konvention at identificere dem ved at placere dette bogstav på den side af satellitkraterets midte, som ligger nærmest hovedkrateret. Agatharchideskrateret har følgende satellitkratere:
| Agatharchides | Bredde  | Længde  | Diameter |
| ------------- | ------- | ------- | -------- |
| A             | 23,2° S | 28,4° V | 16 km    |
| B             | 21,5° S | 31,6° V | 7 km     |
| C             | 22,0° S | 32,9° V | 12 km    |
| E             | 20,7° S | 33,0° V | 15 km    |
| F             | 20,3° S | 31,8° V | 6 km     |
| G             | 20,1° S | 26,7° V | 6 km     |
| H             | 20,4° S | 33,9° V | 15 km    |
| J             | 21,6° S | 32,5° V | 13 km    |
| K             | 21,0° S | 27,4° V | 11 km    |
| L             | 21,1° S | 26,7° V | 8 km     |
| N             | 21,1° S | 29,6° V | 22 km    |
| O             | 19,2° S | 26,6° V | 5 km     |
| P             | 20,2° S | 28,7° V | 66 km    |
| R             | 18,3° S | 30,7° V | 5 km     |
| S             | 17,7° S | 30,5° V | 3 km     |
| T             | 18,2° S | 27,7° V | 5 km     |

## Måneatlas
- Billeder af Agatharchideskrateret i LPI-måneatlasset